# Rio dos Sinos
Rio dos Sinos är ett vattendrag i Brasilien.   Det ligger i delstaten Rio Grande do Sul, i den södra delen av landet, 1 600 km söder om huvudstaden Brasília.
Omgivningen kring Rio dos Sinos är det i huvudsak tätbebyggd och mycket tätbefolkad, med 2 431 invånare per kvadratkilometer.